# Misetus oculatus
Misetus oculatus là một loài tò vò trong họ Ichneumonidae.